# William Gargan
William Gargan (Brooklyn, 17 luglio 1905 – San Diego, 17 febbraio 1979) è stato un attore statunitense.

## Biografia
Nato a New York nel 1905, prima di diventare attore William Gargan esercitò svariati mestieri, fra cui quello di venditore di contrabbando di whiskey, che smerciava nei locali di New York ai tempi del Proibizionismo. 
La sua carriera nel cinema iniziò nel 1928 e terminò trent'anni più tardi quando, in seguito ad un cancro alla gola, dovette subire una laringectomia. Fra le numerose pellicole da lui interpretate si ricordano Pioggia (1932), melodramma di Lewis Milestone, Non desiderare la donna d'altri, che nel 1940 gli valse la candidatura all'Oscar al miglior attore non protagonista, e Gianni e Pinotto detectives, commedia del 1942 diretta da Erle C. Kenton.

## Filmografia

### Cinema
- The Misleading Lady, regia di Stuart Walker (1932)
- Pioggia (Rain), regia di Lewis Milestone (1932)
- The Sport Parade, regia di Dudley Murphy (1932)
- The Animal Kingdom, regia di Edward H. Griffith (1932)
- Gli arditi del cinema (Lucky Devils), regia di Ralph Ince (1933)
- Figli di lusso (Sweepings), regia di John Cromwell (1933)
- Perdizione (The Story of Temple Drake), regia di Stephen Roberts (1933)
- Troppa armonia (Emergency Call), regia di Edward L. Cahn (1933)
- Volo di notte (Night Flight), regia di Clarence Brown (1933)
- Aggie Appleby Maker of Men, regia di Mark Sandrich (1933)
- Il cameramen e la giornalista (Headline Shooter), regia di Otto Brower (1933)
- Quattro persone spaventate (Four Frightened People), regia di Cecil B. DeMille (1934)
- The Line-Up, regia di Howard Higgin (1934)
- Strictly Dynamite, regia di Elliot Nugent (1934)
- British Agent, regia di Michael Curtiz (1934)
- Things Are Looking Up, regia di Albert de Courville (1935)
- A Night at the Ritz, regia di William C. McGann (1935)
- Il sapore di un bacio (Traveling Saleslady), regia di Ray Enright (1935)
- Black Fury, regia di Michael Curtiz (1935)
- Don't Bet on Blondes, regia di Robert Florey (1935)
- Il re della risata (Bright Lights), regia di Busby Berkeley (1935)
- Broadway Gondolier, regia di Lloyd Bacon (1935)
- Man Hunt, regia di William Clemens (1936)
- La via lattea (The Milky Way), regia di Leo McCarey (1936)
- Sky Parade, regia di Otho Lovering (1936)
- Navy Born, regia di Nate Watt (1936)
- Blackmailer, regia di Gordon Wiles (1936)
- Alibi for Murder, regia di D. Ross Lederman (1936)
- Fury and the Woman, regia di Lewis D. Collins (1936)
- Sos apparecchio 107 (Flyng Hostess), regia di Murray Roth (1936)
- Sono innocente (You Only Live Once), regia di Fritz Lang (1937)
- Breezing Home, regia di Milton Carruth (1937)
- Ali nella bufera (Wings Over Honolulu), regia di H.C. Potter (1937)
- Reported Missing, regia di Milton Carruth (1937)
- She Asked for It, regia di Erle C. Kenton (1937)
- Behind the Mike, regia di Sidney Salkow (1937)
- Some Blondes Are Dangerous, regia di Milton Carruth (1937)
- Parata notturna (You Are a Sweetheart), regia di David Butler (1937)
- The Crime of Doctor Hallett, regia di S. Sylvan Simon (1938)
- Il convegno dei cinque (The Devil's Party), regia di Ray McCarey (1938)
- The Crowd Roars, regia di Richard Thorpe (1938)
- Personal Secretary, regia di Otis Garrett (1938)
- Within the Law, regia di Gustav Machatý (1939)
- The Adventures of Jane Arden, regia di Terry O. Morse (1939)
- Broadway Serenade, regia di Robert Z. Leonard (1939)
- Women in the Wind, regia di John Farrow (1939)
- The House of Fear, regia di Joe May (1939)
- Three Sons, regia di Jack Hively (1939)
- La casa delle fanciulle (The Housekeeper's Daughter), regia di Hal Roach (1939)
- Joel and Ethel Turp Call on the President, regia di Robert B. Sinclair (1940)
- Double Alibi, regia di Phil Rosen (1940)
- L'isola del destino (Isle of Destiny), regia di Elmer Clifton (1940)
- La via delle stelle (Star Dust), regia di Walter Lang (1940)
- L'errore del dio Chang (Turnabout), regia di Hal Roach (1940)
- Trionfo d'amore (Sporting Blood), regia di S. Sylvan Simon (1940)
- Non desiderare la donna d'altri (They Knew What They Wanted), regia di Garson Kanin (1940)
- Tutta una vita (Cheers for Miss Bishop), regia di Tay Garnett (1941)
- Flying Cadets, regia di Erle C. Kenton (1941)
- Situazione pericolosa (I Wake Up Screaming), regia di H. Bruce Humberstone (1941)
- Razzi volanti (Keep'em Flying), regia di Arthur Lubin (1941)
- Sealed Lips, regia di George Waggner (1942)
- Bombay Clipper, regia di John Rawlins (1942)
- A Close Call for Ellery Queen, regia di James P. Hogan (1942)
- A Desperate Chance for Ellery Queen, regia di James P. Hogan (1942)
- Miss Annie Rooney, regia di Edwin L. Marin (1942)
- The Mayor of 44th Street, regia di Alfred E. Green (1942)
- Enemy Agents Meet Ellery Queen, regia di James P. Hogan (1942)
- Destination Unknown, regia di Ray Taylor (1942)
- Gianni e Pinotto detectives (Who Done It?), regia di Erle C. Kenton (1942)
- No Place for a Lady, regia di James P. Hogan (1943)
- Harrigan's Kid, regia di Charles Reisner (1943)
- Swing Fever, regia di Tim Whelan (1943)
- Lo spettro di Canterville (The Canterville Ghost), regia di Jules Dassin (1944)
- She Gets Her Man, regia di Erle C. Kenton (1945)
- Song of the Sarong, regia di Harold Young (1945)
- Midnights Manhunt, regia di William C. Thomas (1945)
- Le campane di Santa Maria (The Bells of St. Mary's), regia di Leo McCarey (1945)
- Follow That Woman, regia di Lew Landers (1945)
- Behind Green Lights, regia di Otto Brower (1946)
- Strana personificazione (Strange Impersonation), regia di Anthony Mann (1946)
- Il veleno del peccato (The Night Editor), regia di Henry Levin (1946)
- La morte ride (Murder in the Music Hall), regia di John English (1946)
- Rendezvouz 24, regia di James Tinling (1946)
- Hot Cargo, regia di Lew Landers (1946)
- Anime ferite (Till the End of Time), regia di Edward Dmytrik (1946)
- Una celebre canaglia (Swell Guy), regia di Frank Tuttle (1946)
- The Argyle Secrets, regia di Cy Endfield (1948)
- Waterfront at Midnight, regia di William Berke (1948)
- Dynamite, regia di William H. Pine (1949)
- I corsari del grande fiume (The Rawhide Years), regia di Rudolph Maté (1955)
- Incontro sotto la pioggia (Miracle in the Rain), regia di Rudolph Maté (1956)

### Televisione
- The 20th Century-Fox Hour – serie TV, episodio 1x07 (1955)
- Pursuit – serie TV, episodio 1x03 (1958)

## Doppiatori italiani
- Corrado Racca in Sono innocente
- Luigi Pavese in Gianni e Pinotto detectives
- Bruno Persa in Lo spettro di Canterville
- Giorgio Capecchi in Le campane di Santa Maria